# Mehdi Ziadi
Mehdi Ziadi (* 20. September 1986 in Rabat) ist ein marokkanischer Tennisspieler. Seit 2015 wird er auf der ATP-Homepage als inaktiv geführt.

## Karriere
Mehdi Ziadi spielt hauptsächlich auf der ATP Challenger Tour und der ITF Future Tour. Er feierte bislang zwei Einzel- und vier Doppelsiege auf der Future Tour.
Sein Debüt im Einzel auf der ATP World Tour gab er im April 2004 beim Turnier in Casablanca, wo er jedoch bereits in der ersten Hauptrunde an Julien Boutter scheiterte. Gleiches widerfuhr ihm auch in den Jahren 2009 sowie 2011–2013, wo er bei demselben Turnier als Wildcardinhaber in der ersten Hauptrunde scheiterte.
Seinen ersten Auftritt auf der ATP World Tour im Doppel hatte er zusammen mit Talal Ouahabi, mit dem er ein Doppelpaar bildete, beim Grand Prix Hassan II in Casablanca im April 2006. Hierbei verloren sie ihre Erstrundenpartie deutlich gegen Mounir El Aarej und Mehdi Tahiri. Im Jahre 2008 gewann er das einzige Mal in seiner bisherigen Karriere eine Partie im Doppel auf der World Tour. An der Seite von Mohamed Saber gewannen sie die 1. Runde gegen Benjamin Becker und Tomáš Cibulec knapp im Champions-Tiebreak, bevor sie schließlich im Viertelfinale an Agustín Calleri und Pablo Cuevas scheiterten. In den Jahren 2009, 2010 sowie von 2012 bis 2014 verlor Ziadi jeweils mit verschiedenen marokkanischen Doppelpartnern seine Auftaktpartien und schied dadurch jeweils aus.
Mehdi Ziadi spielt seit 2004 für die marokkanische Davis-Cup-Mannschaft. Für diese trat er in 18 Begegnungen an, wobei er im Einzel eine Bilanz von 2:4 und im Doppel eine von 10:5 aufzuweisen hat.